# Festival nazionale della canzone polacca di Opole
Il Festival nazionale della canzone polacca di Opole (in polacco Krajowy Festiwal Piosenki Polskiej w Opolu), spesso abbreviato in KFPP è un festival musicale annuale che si svolge in Polonia, nella città di Opole. Insieme al Festival internazionale della canzone di Sopot rappresenta il più importante festival musicale nel paese.
Il festival ha una lunga storia di oltre 50 anni e il suo obbiettivo è celebrare i successi nazionali dell'anno precedente, ma anche debutti dell'anno corrente. Dal 2013 si articola in tre serate (solitamente il fine settimana).

## Storia
L'idea del festival nacque nel 1963, due anni dopo quello di Sopot. Dietro l'iniziativa vi erano Jerzy Grygolunas e Mateusz Święcicki (esponenti della Polskie Radio Program III) e il sindaco di Opole Karol Musioł, in risposta al crescente conservatorismo che si stava sviluppando nella radio polacca. L'idea del festival era proprio promuovere nuovi artisti e una diversificazione dello scenario musicale in Polonia.
Il festival si svolge all'anfiteatro Tysiąclecia di Opole, che al tempo dell'annuncio del festival era ancora un cantiere, il lavoro venne poi completato dall'architetto Florian Jesionowski poco prima dell'edizione inaugurale. La prima edizione ebbe un enorme successo con un totale di 102 artisti, dei quali ne vennero premiati 37, il ché lo rese il festival più influente del paese. Da quel momento il festival si è svolto ininterrottamente, con una notevole eccezione nel 1982 perché venne proclamata la legge marziale in Polonia. 
Un particolare evento successe durante l'edizione del 1970, infatti ci fu un raduno di hippy che tentarono di partecipare al concorso, ma le autorità intervennero immediatamente e li allontanarono dalla città.
In seguito la gestione venne affidata alla Radio polacca, Televisione polacca e la Società degli amici di Opole. Grazie alla grande affluenza di artisti, vennero scelti anche altri luoghi vicini all'anfiteatro per tenere i concerti come la scuola di musica di Opole, il teatro Jan Kochanowski e altre sale. Le edizioni del 1974 e 1986 furono posticipate perché le date coincidevano con alcune partite della nazionale polacca ai mondiali del 1974 e 1986.  Nel 1977 l'intero festival rischiò di essere cancellato a causa di diverse proteste dei lavoratori in città come Radom; mentre i concerti si tennero comunque, la scaletta venne accorciata per far terminare prima il festival e la polizia attuò dei controlli sui cantanti. Il festival inoltre subiva una forte censura da parte del governo comunista polacco, che monitorava e visionava le esibizioni per evitare "discorsi politici indesiderati", ma dopo la caduta del comunismo la gestione finì alla società privata Brawo, che provocò lo scontento di alcuni artisti. Da allora inoltre iniziarono ad invitare artisti internazionali come ospiti.
Il festival del 2010 fu tenuto al Politecnico di Opole, per lavori di restauro all'anfiteatro, mentre nel 2013 venne introdotta la formula attuale di tre serate, anche se in alcune edizioni furono svolte una sola o due serate, e quattro nei festival 2016, 2018 e 2022 (edizioni speciali organizzate da TVP Kultura, sulla musica alternativa). Sempre il 2013 rappresentò la 50ª edizione del festival, dove vennero premiati più di un centinaio di artisti in un gala chiamato Opole! Kocham Cię! (Opole, ti amo!). Alla celebrazione parteciparono cantanti storici dalle primissime edizioni, debutti originali e cover di successi di artisti defunti, nonché materiale d'archivio e commenti sull'importanza del festival.
Nel 2017, a causa di conflitti e boicottaggi tra le autorità di Opole e la televisione polacca, il festival venne posticipato, fu posticipata anche l'edizione del 2020 a causa della Pandemia COVID-19.

## Formula
Oltre alle esibizioni musicali di cantanti, musicisti, compositori e parolieri, al festival si svolgono anche anteprime di opere cinematografiche, artistiche, letterarie e culturali ed esibizioni comiche di cabaret ed altre celebrazioni.
Prima del 1983, vi era un premio unico assegnato ad artisti individuali o gruppi (assegnatili per la loro performance, canzone o partecipazione generale), che col tempo si diversificò in premi autonomi che cambiano da edizione ad edizione.
I premi principali moderni sono:
- Grand Prix – premia i migliori cantanti, parolieri e compositori, è assegnato direttamente da TVP anche per i meriti dell'artista oltre che alla sua performance.
- Premio Anna Jantar (Karolinka) – viene consegnato ai vincitori nella categoria dei debutti (canzoni di nuovi artisti o che sono state pubblicate nell'anno dell'edizione in corso), consegnato dalla giuria.
- Premio Karol Musioł (Super Premiere) – premia gli scrittori e registi più importanti dalle anteprime, il vincitore è decretato da un voto del pubblico.
- Superjedynki – un premio ispirato al Grammy Award, è anche il più importante e famoso premio dell'intero festival, che riconosce i meriti dei principali artisti polacchi dell'anno precedente a quello dell'edizione in corso, e viene assegnato per diverse categorie. Le categorie presenti sono: miglior cantante maschile, miglior cantante femminile, miglior band, miglior canzone, miglior album pop, miglior album rock, miglior album hip-hop, miglior album di musica alternativa, miglior album di poesia lirica, miglior album di musica dance, miglior video musicale, miglior evento musicale e altre.[7]

Oltre al festival in sé vengono anche celebrati altri eventi nella città e nelle immediate vicinanze come Hip-hop Opole, Kawiarenka z Gwiazdami e Rajd Festiwalowy. Spesso si sono anche tenuti concerti speciali senza competizione. Il tema del festival è stato composto da Bogusław Klimczuk.

## Vincitori

### Premio unico (1963-1981)
| Edizione | Vincitori |
| -------- | --- |
| 1963     | Premi individuali: - Jarosław Abramov - Agnieszka Osiecka - Ewa Demarczyk - Jerzy Kaszycki - Tadeusz Śliwiak - Bohdan Łazuka - Caterina Bovery - Elisabetta Burakowska - Michaj Burano - Cristina Chimanenko - Tadeusz Chyla - Bogdan Czyzewski - Urszula Dudziak - Mieczyslaw Friedel - Christina Konarska - Hanna Konieczna - Christina Maciejewski - Helena Majdaniec - Sophie Merle - Janina Ostal - Rena Rolska - Karin Stanek - Mieczyslaw Swiecicki - Jadwiga Swirtun - Casimiro Utrata-Lusztig - Kajetan Wojciechowski - Elisabetta Ziółkowska Premi di gruppo: - Lux-Combo - New Orleans Stompers - Niebiesko-czarni - Piwnica pod Baranami - Studencki Teatr Satyryków - Zespół Brodaczy - Zespół Śląskiej Estrady Wojskowej - Czerwono-Czarni |
| 1964     | Premi individuali: - Elisabetta Bronisława - Wieslaw Bator - Michaj Burano (2) - Andrzej Bychowski - Federica Elkana - Anna German - Wiesława Glinkowska - Kalina Jędrusik - Irena Kiziuk - Krystyna Konarska (2) - Marta Kotowska - Mira Kubasińska - Edoardo Lubaszenko - Elisabetta Marciniak - Wojciech Młynarski - Mirosław Oblonski - Jerzy Prażmowski - Randia - Ewa Sadowska - Katarzyna Sobczyk - Karin Stanek (2) - Zofia Szumer - Teresa Tutinas - Barbara Wiśniewska - Bogdana Zagórska Premi di gruppo: - Alibabki - Niebiesko-Czarni (2) - Warszawska Estrada Wojskowa - Zespół Śląskiej Estrady Wojskowej (2) |
| 1965     | Premi individuali: - Teresa Bega - Andrzej Bychowiec - Małgorzata Cegiełko - Piotr Janczerski - Zofia Kamińska - Andrzej Łukaszewski - Stella Osuchowska - Anna Twardoch - Wiktor Zatwarski - Maciej Zembaty Premi di gruppo: - Alibabki (2) - Filipinki |
| 1966     | Premi individuali: - Teresa Tutinas - Marta Martelińska (2) - Irena Santor Premi di gruppo: – |
| 1967     | Premi individuali: - Dana Lerska - Wojciech Młynarski (2) - Joanna Rawik - Czesław Niemen - Katarzyna Sobczyk Premi di gruppo: - Skaldowie - Czerwono-Czarni (2) |
| 1968     | Premi individuali: - Kazimierz Grześkowiak - Piotr Janczerski (2) - Marek Grechuta Premi di gruppo: - Czerwone Gitary - No To Co |
| 1969     | Premi individuali: - Halina Frąckowiak - Marek Grechuta (2) Premi di gruppo: - Czerwone Gitary (2) - Skaldowie (2) - Alibabki (3) |
| 1970     | Premi individuali: - Jan Pietrzak - Andrzej Dąbrowski - Anna German (2) - Joanna Rawik (2) Premi di gruppo: - Quorum |
| 1971     | Premi individuali: - Marek Grechuta (3) - Maryla Rodowicz - Wiesław Gołas Premi di gruppo: – |
| 1972     | Premi individuali: - Tadeusz Woźniak - Bogusław Mec Premi di gruppo: - Alibabki (4) |
| 1973     | Premi individuali: - Łucja Prus - Jerzy Połomski Premi di gruppo: - Partita Ensemble |
| 1974     | Premi individuali: - Roman Gerczak - Elżbieta Wojnowska - Waldemar Grzech - Roma Buharowska Premi di gruppo: – |
| 1975     | Premi individuali: - Alicja Majew - Wojciech Młynarski (3) Premi di gruppo: - Skaldowie (3) - Homo Homini |
| 1976     | Premi individuali: - Grażyna Łobaszewska - Halina Fąckowiak (2) - Elżbieta Dmoch - Andrzej Rosiewicz - Stefan Zach Premi di gruppo: - Hokus - Sebastian Band - ZZ Duet - Baba Band |
| 1977     | Premi individuali: - Marek Grechuta (4) - Łucja Prus (2) - Jonasz Kofta Premi di gruppo: – |
| 1978     | Premi individuali: - Krzysztof Krawczyk - Lidia Stanisławska - Barbara Gołaska - Wiesław Chojnacki - Renata Danel - Grażyna Łobaszewska Premi di gruppo: – |
| 1979     | Premi individuali: - Irena Santor (2) Premi di gruppo: – |
| 1980     | Premi individuali: - Katarzyna Gärtner - Izabela Trojanowska - Zbigniew Namysłowski Premi di gruppo: – |
| 1981     | Premi individuali: - Jan Pietrzak (2) Premi di gruppo: - Wały Jagiellońskie |

### Premio Anna Jantar (1983-)
| Edizione | Vincitori                                |
| -------- | ---------------------------------------- |
| 1983     | Małgorzata Sury-Skrzypiec                |
| 1984     | Małgorzata Panecka                       |
| 1985     | Mieczysław Szcześniak                    |
| 1986     | Trans Foo-Foo                            |
| 1987     | Operating Conditions                     |
| 1988     | Ewa Otręba                               |
| 1989     | Anna Napierska                           |
| 1990     | Katarzyna Skrzynecka                     |
| 1991     | Krystyna Stańko                          |
| 1992     | Piotr i Pawel                            |
| 1993     | Marcin Daniec                            |
| 1994     | Justyna Steczkowska                      |
| 1995     | Viola Brzezińska                         |
| 1996     | Arkadiusz Kanicki                        |
| 1997     | Dominika Kurdziel                        |
| 1998     | Karina Kalczyńska                        |
| 1999     | Siedem                                   |
| 2000     | Grejfrut                                 |
| 2001     | Kaja Paschalska                          |
| 2002     | Bracia, Żandarm                          |
| 2003     | Marzena Korzonek                         |
| 2004     | Milkshop                                 |
| 2005     | Nana                                     |
| 2006     | Jarecki                                  |
| 2007     | Anna Józefina Lubieniecka                |
| 2008     | Jerzy Grzechnik                          |
| 2009     | Natalia Krakowiak                        |
| 2010     | Juliusz Nyk                              |
| 2011     | Marcin Chudziński                        |
| 2012     | Joanna Kondrat                           |
| 2013     | Natalia Sikora                           |
| 2014     | Mateusz Ziółko                           |
| 2015     | Justyna Panfilewicz, Mariusz Wawrzyńczyk |
| 2016     | Daria Zawiałow                           |
| 2017     | MOA                                      |
| 2018     | Girls On Fire                            |
| 2019     | Sargis Davtyan                           |
| 2020     | Kamil Czeszel                            |
| 2021     | Ania Byrcyn                              |
| 2022     | Magdalena Krzemień, Wiktor Kowalski      |
| 2023     | Felivers                                 |
| 2024     | Norbert Wronka                           |
| 2025     | Julia Tkacz                              |

### Grand Prix (1997-2006, 2008-2016)
| Edizione | Vincitori                 |
| -------- | ------------------------- |
| 1997     | Katarzyna Gärtner         |
| 1998     | Franciszek Walicki        |
| 1999     | Perfect                   |
| 2000     | Budka Suflera             |
| 2001     | Ryszard Rynkowski         |
| 2002     | Jerzy Matuszkiewicz       |
| 2003     | Maryla Rodowicz           |
| 2004     | Budka Suflera (2)         |
| 2005     | Maanam                    |
| 2006     | Marek Grechuta            |
| 2008     | Wojciech Młynarski        |
| 2009     | Skaldowie                 |
| 2010     | Zenon Laskowik            |
| 2011     | Stanisław Soyka           |
| 2012     | Jerzy Derfel              |
| 2013     | Tutti (edizione speciale) |
| 2014     | Edyta Geppert             |
| 2015     | Magda Umer                |
| 2016     | Michał Szpak              |

### Premio Karol Musioł (2016-)
| Edizione | Vincitori                      |
| -------- | ------------------------------ |
| 2016     | Mesajah                        |
| 2017     | Katarzyna Cerekwicka           |
| 2018     | Tulia                          |
| 2019     | Marcin Sojka                   |
| 2020     | Stanisława Celinska            |
| 2021     | Krystian Ochman                |
| 2022     | Karolina Lizer                 |
| 2023     | Tulia (2), Halina Mlynková     |
| 2024     | Czesław Mozil, Michał Zabłocki |
| 2025     | Ania Iwanek                    |

### Superjedynki (2000-2016, 2024-)
| Edizione | Vincitori |
| -------- | --- |
| 2000     | Miglior cantante femminile: - Kayah Miglior canzone: - «Śpij kochanie, śpij» di Goran Bregović e Kayah (2) Miglior album pop: - «Kayah i Bregović» di Goran Bregović (2) e Kayah (3) Miglior video musicale: - «Prawy do lewego» di Goran Bregović (3) e Kayah (4) Miglior band: - Budka Suflera Miglior album rock: - «Pieprz» di O.N.A. Miglior album disco: - «1999» di Stachursky Miglior debutto: - Brathanki Miglior evento musicale: - Enrique Iglesias (ospite) |
| 2001     | Miglior cantante femminile: - Beata Kozidrak Miglior cantante maschile: - Ryszard Rynkowski Miglior band: - Golec uOrkiestra Miglior debutto: - SAMI Miglior canzone: - «Bal wszystkich świętych» di Budka Suflera (2) Miglior album pop: - «Szklanka wody» di Bajm Miglior album rock: - «5» di Kasia Kowalska Miglior album dance: - «1» di Stachursky (2) Miglior video musicale: - «Gdzie ten, który powie mi» di Brathanki (2) Miglior evento musicale: - Tina Turner (ospite)                                                                                             |
| 2002     | Miglior cantante femminile: - Beata Kozidrak (2) Miglior cantante maschile: - Ryszard Rynkowski (2) Miglior band: - Ich Troje Miglior debutto: - Kaja Paschalska Miglior canzone: - «Powiedz» di Ich Troje (2) Miglior album pop: - «Ad. 4» di Ich Troje (3) Miglior album rock: - «Model 01» di T.Love Miglior album dance: - «Live 2001» di Stachursky (3) Miglior video musicale: - «Mój przyjacielu» di Krzysztof Krawczyk e Gora Bregović (4) Miglior evento musicale: - Ich Troje (4)                                                                                     |
| 2003     | Miglior cantante femminile: - Beata Kozidrak (3) Miglior cantante maschile: - Krzysztof Krawczyk (2) Miglior band: - Wilki Miglior debutto: - Kasia Klich Miglior canzone: - «Baśka» di Wilki (2) Miglior album pop: - «Po piąte... a niech gadają» di Ich Troje (5) Miglior album rock: - «Antidotum» di Kasia Kowalska (2) Miglior album dance: - «Fanaberia» di Blue Café Miglior video musicale: - «Bo jesteś ty» di Krzysztof Krawczyk (3) Miglior evento musicale: - Garou (ospite)                                                                                       |
| 2004     | Miglior cantante femminile: - Ewelina Flinta Miglior cantante maschile: - Marcin Rozynek Miglior band: - Łzy Miglior debutto: - Sistars Miglior canzone: - «Oczy szeroko zamknięte» di Łzy (2) Miglior album rock: - «Korova Milky Bar» di Myslovitz Miglior album dance: - «Demi-sec» di Blue Café (2) Miglior album pop: - «Myśli i słowa» di Bajm Miglior video musicale: - «Testosteron» di Kayah (5) Miglior evento musicale: - Robbie Williams (ospite) |
| 2005     | Miglior cantante femminile: - Ewelina Flinta (2) Miglior cantante maschile: - Krzysztof Krawczyk (3) Miglior band: - Wilki (3) Miglior debutto: - Monika Brodka Miglior canzone: - «Prócz ciebie, nic» di Krzysztof Kiljański e Kayah (6) Miglior album pop: - «C.D.» di Kombii Miglior album rock: - «Samotna w wielkim mieście» di Kasia Kowalska (3) Miglior album hip-hop: - «Monologimuzyka» di Doniu Miglior album musica alternativa: - «Plagiaty» di Lech Janerka Miglior album poesia lirica: - «Cafe Sułtan» di Grzegorz Turnau Miglior carriera: - Maanam            |
| 2006     | Miglior canzone: - «Na kolana» di Kasia Cerekwicka Miglior album pop: - «Ficca» di Virgin Miglior album rock: - «Bezczas» di Szymon Wydra & Carpe Diem Miglior album hip-hop: - «21 listopada» di Verba Miglior album musica alternativa: - «Mosqitoo Music» di Mosqitoo Miglior album poesia lirica: - «Tu Es Petrus» di Piotr Rubik e Zbigniew Książek Miglior performance: - Maryla Rodowicz |
| 2007     | Miglior cantante femminile: - Gosia Andrzejewicz Miglior cantante maschile: - Robert Gawliński Miglior band: - Wilki (4) Miglior canzone: - «Time to Party» di The Jet Set Miglior video musicale: - «Z każdym twym oddechem» di Stachursky (4) Miglior debutto: - Gosia Andrzejewicz (2) Miglior album pop: - «Psałterz Wrześniowy» di Piotr Rubik (2) e Zbigniewa Książka Miglior album rock: - «Santi Subito» di Bohema Miglior album hip hop/R&B: - «Eudaimonia» di Mezo, Tabb e Kasia Wilk Miglior album poesia lirica: - «Historia pewnej podróży» di Grzegorz Turnau (2) |
| 2008     | Miglior album: - «Feel» di Feel Miglior band: - Feel (2) Miglior artista femminile: - Doda Miglior canzone: - «Nie kłam, że kochasz mnie» di Ewelina Flinta (3) e Łukasz Zagrobelny Premi onorari: - Feel (3) |
| 2009     | Miglior album: - «Cicho» di Ewa Farna Miglior band: - Afromental Miglior artista maschile: - Andrzej Piaseczny Miglior debutto: - Pectus Miglior canzone: - «Chodź, przytul, przebacz» di Andrzej Piaseczny (2) Miglior performance: - Andrzej Piaseczny (3) Premi onorari: - Kayah (7) |
| 2010     | Miglior canzone: - «Nie mogę Cię zapomnieć» di Agnieszka Chylińska Miglior cantante femminile: - Kasia Kowalska (4) Miglior cantante maschile: - Stachursky (5) Miglior debutto: - Volver Miglior band: - IRA Miglior album rock: - «9» di IRA (2) Miglior album pop: - «Modern Rocking» di Agnieszka Chylińska (2) Miglior album hip hop: - «Note2» di Tede Premi onorari: - IRA (3) |
| 2011     | Miglior canzone: - «Wiem, że jesteś tam» di Anna Wyszkoni Miglior artista femminile: - Kasia Kowalska (5) Miglior band: - Acid Drinkers Miglior album pop: - «50» di Maryla Rodowicz (2) Miglior carriera: - Stanisław Soyka Premi onorari: - Maryla Rodowicz (3) |
| 2012     | Miglior artista maschile: - Sebastian Karpiel-Bułecka Miglior artista femminile: - Sylwia Grzeszczak Miglior band: - Blue Café (3) Miglior album pop: - «Sen o przyszłości» di Sylwia Grzeszczak (2) Miglior canzone: - «Boso» di Zakopower Miglior carriera: - Jerzy Derfel Premi onorari: - Ania Rusowicz |
| 2013     | Miglior artista maschile: - Rafał Brzozowski Miglior artista femminile: - Ewelina Lisowska Miglior band: - Pectus (2) Miglior canzone: - «Skrzydlate ręce» di Enej Miglior performance: - Pectus (3) |
| 2014     | Miglior cantante maschile: - Igor Herbut Miglior cantante femminile: - Sylwia Grzeszczak (3) Miglior band: - Piersi Miglior album pop: - «(W)Inna?» di Ewa Farna (2) Miglior canzone: - «To co nam było» di Red Lips Miglior influencer: - Donatan (2) e Cleo (2) Miglior performance: - Feel (4) Premi onorari: - Margaret, Maryla Rodowicz (4), Piersi (2) ed Edyta Geppert |
| 2015     | Miglior cantante maschile: - Rafał Brzozowski Miglior cantante femminile: - Justyna Steczkowska Miglior band - Enej (2) Miglior album hip hop/R&B: - «Hiper/Chimera» di Donatan e Cleo Miglior canzone: - «Wszystko ma swój czas» di Perfect Miglior influencer: - Grzegorz Hyży Miglior performance - Monika Kuszyńska e Perfect (2) |
| 2016     | Miglior artista femminile: - Ania Dąbrowska Miglior band: - Kombii (2) Miglior album: - «Caleidoscopio» di Andrzej Piaseczny (4) Miglior influencer: - Sarsa Miglior artista maschile: - Michał Szpak |
| 2024     | Premi onorari: - Lady Pank - Kasia Kowalska (6) - Wilki (5) - Kobranocka - Proletaryat - Oddział Zamknięty - Tomasz Lipiński - Sztywny Pal Azji - Big Cyc - Chłopcy z Placu Broni - Krzysztof Zalewski - Bajm (2) |
| 2025     | Premi onorari: - Doda (2) - IRA (4) - Myslovitz (2) - Patrycja Markowska - Maciej Maleńczuk - Elektryczne Gitary - Urszula - Voo Voo - Feel (5) - Golden Life - Varius Manx |